# HyperCam
HyperCam – program do nagrywania ekranu opracowany przez Hyperionics i Solveig Multimedia. Nagrywa ekran systemu Microsoft Windows i zapisuje go w pliku filmowym AVI (Audio Video Interleaved), WMV (Windows Media Video) lub ASF (Advanced Systems Format). HyperCam nagrywa również dźwięk z komputera i mikrofonu.
HyperCam jest przeznaczony przede wszystkim do nagrywania prezentacji oprogramowania, samouczków, pokazów, przewodników i innych demonstracji. Najnowsze wersje przechwytują również nakładki wideo i mogą ponownie nagrywać filmy (np. nagrywanie filmów odtwarzanych w programie Windows Media Player, RealVideo, QuickTime itp.). Począwszy od wersji 3.0, HyperCam zawiera również wbudowany edytor do przycinania i łączenia przechwyconych plików AVI, WMV, ASF.
Niezarejestrowane wersje HyperCam 2 i HyperCam 3 umieszczają cyfrowy znak wodny w lewym górnym rogu każdego nagranego pliku i pytają użytkownika o rejestrację przy każdym uruchomieniu. Rejestracja podstawowa, która kosztuje 39,95$, eliminuje ten znak wodny.
Hyperionics udostępnił HyperCam 2 na stałe jako darmowy program do pobrania „do użytku na całym świecie”.

## Symbolika

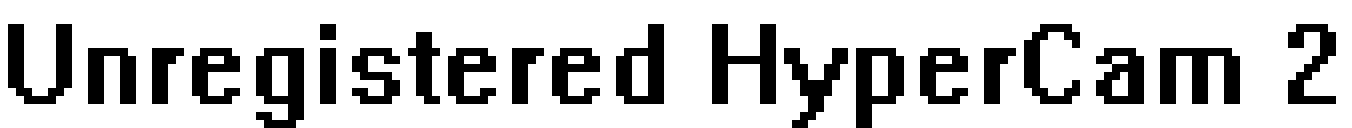
Znak wodny Unregistered HyperCam 2, powszechny symbol pierwszych lat YouTube

W pierwszych latach YouTube niezarejestrowana wersja HyperCam 2 była często używana wśród amatorskich twórców, ponieważ była bezpłatna i miała stosunkowo mały znak wodny. Przez dużą popularność program stał się symbolem internetu w przeszłości.